# دراگویواتس (آرییه)
دراگویواتس (به صربی: Dragojevac) یک منطقهٔ مسکونی در صربستان است که در آرییه واقع شده‌است. دراگویواتس ۶٫۵۴ کیلومتر مربع مساحت و ۲۶۴ نفر جمعیت دارد و ۴۰۴ متر بالاتر از سطح دریا واقع شده‌است.